# Idilvan Alencar
Antônio Idilvan de Lima Alencar (Crato, 23 de setembro de 1968) é um servidor público, engenheiro civil e político brasileiro filiado ao Partido Democrático Trabalhista (PDT).

## Formação acadêmica
Formou-se em Engenharia Civil na Universidade de Fortaleza e Mestrado em Gestão e Avaliação da Educação Pública, Universidade Federal de Juiz de Fora. 

## Política
Em 2018 foi eleito deputado federal pelo Ceará. 
Em 2022, foi reeleito.
Em 2024, aceitou o convite do prefeito eleito de Fortaleza, Evandro Leitão, para assumir a Secretaria Municipal de Educação. 

## Desempenho eleitoral
| Ano  | Cargo                       | Votos   | Resultado | Ref.  |
| ---- | --------------------------- | ------- | --------- | ----- |
| 2018 | Deputado federal pelo Ceará | 154.338 | Eleito    | [ 5 ] |